# Federazione cestistica di Nauru
La Federazione cestistica di Nauru è l'ente che controlla e organizza la pallacanestro a Nauru.
La federazione controlla inoltre la nazionale di pallacanestro di Nauru e ha sede a Nauru.
È affiliata alla FIBA dal 1975 e organizza il campionato di pallacanestro di Nauru.